# Thống chế Lục quân Úc
Thống chế Lục quân Úc là cấp bậc quân hàm cao nhất của Lục quân Úc. Quân hàm tương ứng với quân hàm Đô đốc Hạm đội Hải quân Úc và Thống chế Không quân Hoàng gia Úc. Trong hệ thống quân hàm Lục quân Úc, dưới hàm Thống chế là hàm Đại tướng.

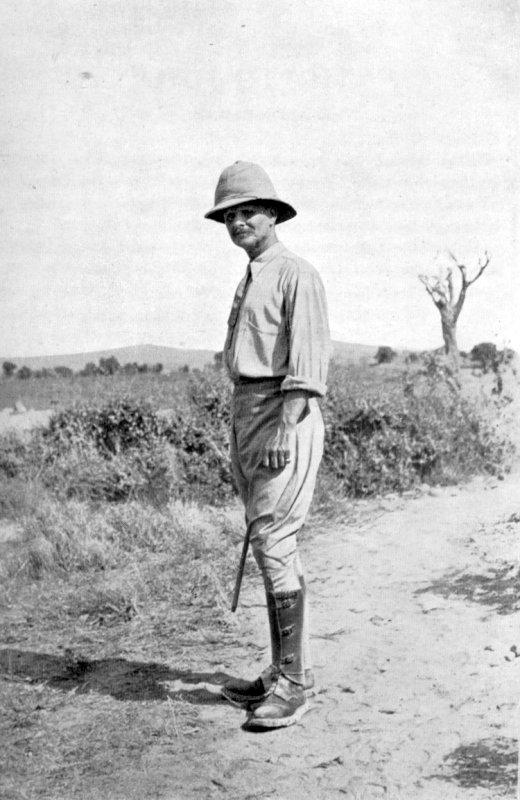
Trung tướng WR Birdwood gần đồi 60, Gallipoli. Ảnh: C.E.W. Bean, Tháng 10 năm 1915.

## Quân hàm
|   | Tên                               | Hình | Binh chủng |
| - | --------------------------------- | ---- | ---------- |
| 1 | Thống chế Không quân Hoàng gia Úc |      | Không quân |
| 2 | Đô đốc Hạm đội                    |      | Tay áo     |
| 3 | Đô đốc Hạm đội                    |      | Hải quân   |
| 4 | Thống chế Lục quân Úc             |      | Lục quân   |